# イエメン式ヘブライ語
イエメン式ヘブライ語（Yemenite Hebrew, Temani Hebrew, ヘブライ語: עִבְרִית תֵּימָנִית ʿivrith Teymonith）はヘブライ語で「イエメンの」という意味の形容詞）とは、イエメンのユダヤ人がヘブライ語聖書を朗読する際に用いる伝統的なヘブライ語の発音方式。イスラエル独立後、イエメンでは反ユダヤ主義、反イスラエル暴動が頻発し、イエメンに居住していた多くのユダヤ人がイスラエルに移住した。イエメン系ユダヤ人は現在のイスラエルでも、彼らの伝統的な発音方式を守り続けている。
音韻は、アラビア語のイエメン方言に大きく影響されているという説と、イエメン系ユダヤ人達のアラビア語とヘブライ語の発音との間の違いがはっきりしていることから、影響を受けていないという説がある。
今日まで生き残っている様々なヘブライ語の発音方式の中で、イエメン式ヘブライ語は、ティベリア式のヘブライ語やミシュナー・ヘブライ語などの、古代の発音の特徴を最もよく保持していると見なされている。イエメン式の発音では、古代にはあった子音の発音上の区別が、 (ס) 「サメフ」と (שׁ) 「シン」の区別を除き（両者とも発音は /s/ ）、全て保たれていることもその証拠の一つと考えられている。

## 歴史
イエメン式ヘブライ語はゲオーニームの時代（紀元6世紀～11世紀頃）のバビロニアのユダヤ人のヘブライ語から派生した、もしくはその影響を受けた言語である。イエメンのヘブライ語の最も古い時代の文献では、ティベリア式より、バビロニア式の母音記号が多く用いられている。例えば、母音記号の「パタフ」と「セゴール」は、現在のイエメン式の発音では同じ音価であるが、これはバビロニア式の母音記号の表記法と合致している。しかしこのような特徴の一致から、バビロニアとイエメンのユダヤ人社会におけるヘブライ語の発音方式が、何人かの学者達が主張するように同じ方式であったと直ちに断定することは出来ない。これはセファルディム式の発音とアシュケナジム式の発音が、同じティベリア式の発音記号を使用していても、両者の発音の間に多くの差異があるのと同じである。事実、イエメンの文献には、母音記号「ホーラム」と「ツェーレー」が混乱して表記されているという、専らイエメンのものにしか現れない誤記も見られ、この2つの母音記号を（バビロニア式と異なり）同じ音価で発音するのがイエメン式発音の特徴であったことを示している（あるいは、バビロニア式発音の中でも、ある地域の独特な方言の影響かもしれない）。

## 特徴
- 子音 בג"ד כפ"ת は、ダゲッシュの有無により、2種類の発音が区別される。ダゲッシュがない場合、「ギメル」(ג) は [ɣ] （アラビア文字の غ と同じ）、「ダレット」(ד) は [ð]（アラビア文字 ذ や、英語の "this" における "th" と同じ）、「タヴ」(ת) は [θ]（アラビア文字 ث や、英語の "thick" における "th" と同じ）と発音される。ダゲッシュのない「タヴ」は、イラクなど他のアラブ諸国にも [θ] と発音する地域がある。
- 「ヴァヴ」(ו) は、半母音 "w" で発音される。これもイラクのユダヤ人の発音方式と同じである。
- 「テット」(ט) 、「ツァディ」 (צ) の強調子音や、喉音を表す文字 (אהח"ע) はアラビア語と同じように発音される。
- 母音記号「パタフ」、「セゴール」、「シュワー」は全て、アラビア語の「ファトハ」のように /æ/ で発音される。これは、アラビア語もしくはバビロニア式発音の影響と思われる。バビロニア式の母音記号では、これらは全て同じ記号で表された。
- 母音記号「カマツ」は /o/ で発音される。この点はアシュケナジム式の発音と同じである。
- 語尾の「ヘー」(ה) に「マピク」が付いた場合、通常の「ヘー」より強く発音される。
- 「潜入パタフ」（語末が喉音 ח [ħ] や ע [ʕ] で、その直前に長母音がある時、長母音と喉音の間に母音「パタフ」が挿入される現象）の前に、さらに半母音が挿入される。例えば、רוּחַ「霊、風」[ruːaħ] は[ruːwaħ] のように、שִׂיחַ「スピーチ」[siːaħ] は [siːjaħ] のような発音になる。

イエメン式ヘブライ語は、さらに5つの下部方言に分類される。その中で最もよく知られているのが、サナアとその周辺の方言である。方言による発音の差異で、主な点は以下のとおりである。
- 母音記号「ホーラム」（現代ヘブライ語では /o/ と発音される）を、ドイツ語のウムラウト付き母音 /ö/ のように発音するところや、「ツェーレー」のように /e/ で発音する方言がある。
- ダゲッシュ付きの「ギメル」(ג) を英語の /j/ のように、「コフ」(ק) を /g/ で発音する方言がある。他の地域ではダゲッシュ付きの「ギメル」は /g/ 「コフ」はアラビア文字 (ق) で発音され、この発音の違いは、アラビア語のサナア方言とアデン方言の違いと一致する。

## イエメン式発音のイスラエル文化への影響
イスラエルには、多くのイエメン系ユダヤ人の音楽家がおり、彼らは音楽の中でイエメン式発音のヘブライ語を使用している。
- アーロン・アムラム（Aharon Amram）
- シャローム・ツァハリ（Shalom Tzahari）
- ダカロン（Daqalon）
- ブラハー・コーヘン（Brachah Kohen）
- イスラエルの有名な歌手、オフラ・ハザ (Ofra Haza) - など